# Hugo Weisgall
Hugo David Weisgall (13 de octubre de 1912 – 11 de marzo de 1997) fue un compositor y director de orquesta estadounidense, conocido principalmente por sus composiciones operísticas y de música vocal. Nació en Ivančice, Moravia (entonces parte de Austria-Hungría, posteriormente en su infancia Checoslovaquia) y se trasladó a los Estados Unidos a los ocho años.
Weisgall estudió en el Instituto Peabody, privadamente con Roger Sessions, y en el Instituto de Música Curtis con el director de orquesta Fritz Reiner y el compositor Rosario Scalero. Más tarde consiguió un Ph.D. en literatura alemana en la Universidad Johns Hopkins. Durante la Segunda Guerra Mundial fue edecán del general George S. Patton.  Después de la guerra se convirtió en profesor, y enseñó en el Queens College, la Juilliard School, y el Seminario teológico judío, todos en Nueva York. Entre sus destacados estudiantes se incluyen compositores como Dominick Argento, Bruce Saylor y el comppositor y acordeonista William Schimmel.
Weisgall procedía de una familia de varias generaciones de jazanes, y mantuvo interés durante toda su vida música judía, tanto sacra como secular. En 1992 los Amigos de la Biblioteca del Seminario Teológico Judío le encargaron un ciclo de canciones, Psalm of the Distant Dove ("Salmo de la Paloma distante"), conmemorando el 500.º aniversario de la expulsión de los judíos de España. Otras obras principales son su ópera más ambiciosa, Athaliah (con libreto de Richard Frank Goldman, basada en Jean Racine), y su obra, a menudo representada, Six Characters in Search of an Author (libreto de Denis Johnston, basado en "Seis personajes en busca de autor" de Luigi Pirandello).
Hugo Weisgall murió con ochenta y cuatro años en Long Island, Nueva York.

## Obras principales
Óperas
- Night (1932, no representada). Ópera en un acto). Libreto: basado en la obra de teatro de Sholem Asch.
- Lilith (1934, no representada). Ópera en un acto. Libreto: basado en la obra de teatro de L. Elman
- The Tenor (1948–1950). Ópera en un acto. Libreto: Karl Shapiro y Ernst Lert (basado en la obra de teatro de Frank Wedekind). Estreno mundial: 11/02/1952 Baltimore (Peabody Opera Company; director: Hugo Weisgall).
- The Stronger (1952). Ópera en un acto. Libreto: Richard Henry Hart (basado en la obra de teatro Den Starkare de August Strindberg). WP (versión para piano): 09/08/1952 Westport, Connecticut (White Barn Theatre; Hilltop Opera Company). WP (versión orquestal): 1955 New York (Columbia University).
- Six Characters in Search of an Author (1953–1956). Ópera en 3 actos. Libreto: Denis Johnston (basado en la obra de teatro de Luigi Pirandello). WP: 26/04/1959 Nueva York (New York City Opera; con Beverly Sills [Coloratura]).
- Purgatory (1958). Ópera en un acto. Libreto: basado en la obra de teatro de William Butler Yeats. WP: 17/02/1961 Washington (Biblioteca del Congreso de Estados Unidos).
- The Gardens of Adonis (1959, revisada 1977-1981). Ópera en 3 escenas. Libreto: Jon Olon-Scrymgeour (basado en la obra Venus and Adonis de André Obey, a su vez basado en el poema epónimo de William Shakespeare). WP: 12/09/1992 Omaha, Nebraska (Witherspoon Concert Hall).
- Athaliah (1960–1963). Ópera en 2 partes. Libreto: Richard Frank Goldman (basado en la obra de teatro Athalie [1691] de Jean Racine). WP: 17/02/1964 Nueva York (versión de concierto).
- Nine Rivers from Jordan (1964–1968). Ópera en un prólogo y 3 actos. Libreto: Denis Johnston. WP: 09/10/1968 Nueva York (New York City Opera).
- Jenny, or The Hundred Nights (1975/76). Ópera en un acto. Libreto: John Hollander (basado en una obra de teatro no de Yukio Mishima). WP: 22/04/1976 (Juilliard School, American Opera Center).
- Will You Marry Me? (1989). Ópera en 1 acto. Libreto: Charles Kondek (basado en la obra de teatro A Marriage Has Been Arranged de Alfred Sutro). WP: 08/03/1989 Nueva York (Opera Ensemble of New York)
- Esther (1990–1993). Ópera en 3 actos. Libreto: Charles Kondek (basado en la Biblia). WP: 08/10/1993 Nueva York (New York City Opera).

Música vocal
- A Garden Eastward Cantata para soprano y orquesta.
- A Song of Celebration para tenor, soprano, coro y orquesta.
- Evening Prayer for Peace (Ki el shomrenu) para coro a cappella.
- Fancies and Inventions para barítono y 5 instrumentos.
- Fortress, Rock of Our Salvation (Moos tzur) para coro a cappella.
- Lyrical Interval ciclo de canciones para voz baja y piano.
- Psalm of the Distant Dove Cántico para mezzosoprano y piano.
- So Spake Rabbi Akiba (Omar Rabbi Akiba) para coro a cappella.
- "Liebeslieder" para soprano y piano.